# 구글 디벨로퍼스
구글 디벨로퍼스(영어: Google Developers)는 개발자 도구, API, 기술 리소스를 위한 구글의 사이트이다. 이 사이트에는 구글 개발자 도구 및 API 이용에 관한 문서가 포함되어 있으며 구글의 개발자 제품을 이용하는 개발자들을 위한 토론 그룹과 블로그를 아우른다.
이 API를 통해 구글 지도, 유튜브, 구글 앱스 따위의 구글의 유명한 소비자 제품들 가운데 거의 대부분을 제공하였다.
또한 이 사이트는 개발자들에 특화된 다양한 개발자 제품과 도구를 제공한다. 구글 앱 엔진은 웹 애플리케이션을 위한 호스팅 서비스이다. 프로젝트 호스팅은 사용자에게 오픈 소스 코드를 위한 버전 관리 기능을 제공한다. 구글 웹 툴킷(GWT)은 개발자가 Ajax 응용 프로그램들을 자바 프로그래밍 언어로 개발할 수 있게 도와 준다.
이 사이트는 구글이 오픈 핸드셋 얼라이언스와 오픈소셜 (오픈소셜 재단)로부터 안드로이드를 포함한 개발자 제품을 대상으로 하는 커뮤니티를 위한 참조 정보를 포함하고 있다.

## 구글의 API
- 구글 데이터 API
- Ajax API
- Ads API

## 개발자 도구 및 오픈 소스 프로젝트
- 앱 엔진
- 이클립스용 구글 플러그인
- 구글 웹 툴킷
- 프로젝트 호스팅
- 기어스

## 접근 제한

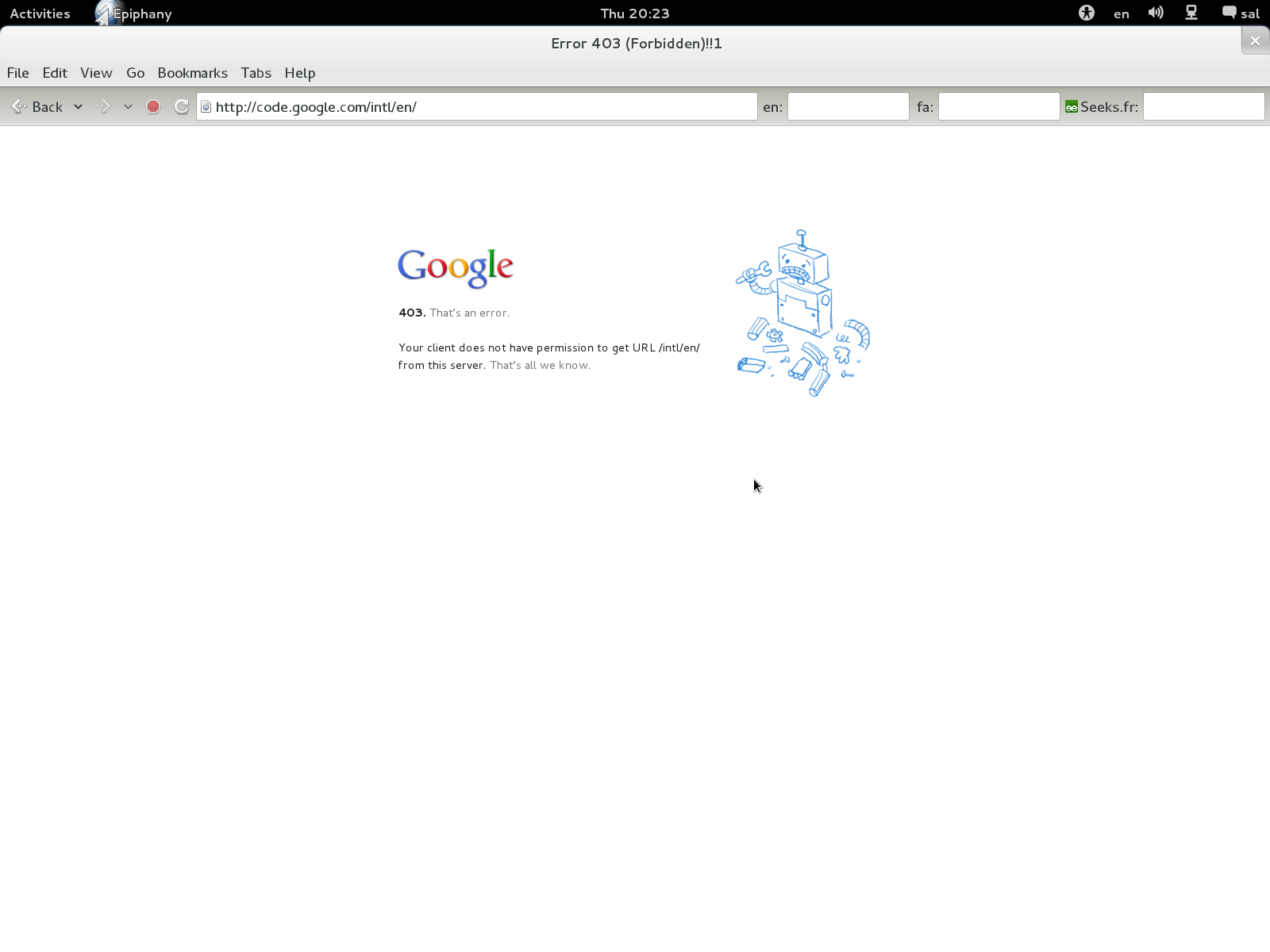
접근 제한 국가에서 구글 코드 웹사이트에 접속했을 때의 화면.

쿠바, 이란, 리비아, 조선민주주의인민공화국, 수단, 시리아 등의 국가는 접근이 제한된다.

## 구글 개발자 그룹(GDG)
구글 개발자 그룹(Google Developer Groups, GDG)은 안드로이드, 앱 엔진, 크롬, Maps API 등 다양한 Google 관련 기술에 관심을 가진 개발자 커뮤니티 그룹이다.
GDG는 2013년 1월 17일 기준으로 98개 국가에 351개의 챕터를 두고 있다.
대한민국은 현재 안드로이드, 크롬, 앱 엔진, Dart, Go 언어와 같이 기술별 GDG와 서울, 수원, 세종, 부산 등 지역별 GDG 등 총 9개의 GDG가 활동중이다. Google 관련 기술이라고 해서 반드시 안드로이드나 크롬 등만 다루는 것은 아니고 알고리즘 스터디, 미니 해커톤, 전체 개발자 컨퍼런스 등을 개최하며 왕성하게 활동중이다.

## 구글 개발자 행사
- 구글 I/O
- 구글 개발자의 날
- GSoC
- 구글 코드 잼

## 같이 보기
- 코드플렉스
- 소스포지
- GitHub